# Souk Ahras
Souk Ahras is een stad in het noorden van Algerije, vlak bij de grens met Tunesië, en is de hoofdplaats van de provincie Souk Ahras. Souk Ahras telt naar schatting 154.000 inwoners.
In de oudheid was Thagaste de naam van de Souk Ahras. Het was een Numidische stad en een belangrijk middelpunt van de Numidische en Romeinse beschaving. De stad is beroemd vanwege de kerkvader Augustinus, bisschop van Hippo. Augustinus is er geboren en is er later na zijn studie en doop een tijd gaan wonen.

## Geboren
- Augustinus van Hippo (354-430), bisschop van Hippo, theoloog, filosoof en kerkvader
- Taoufik Makhloufi (29 april 1988), atleet en olympisch kampioen 1500 m

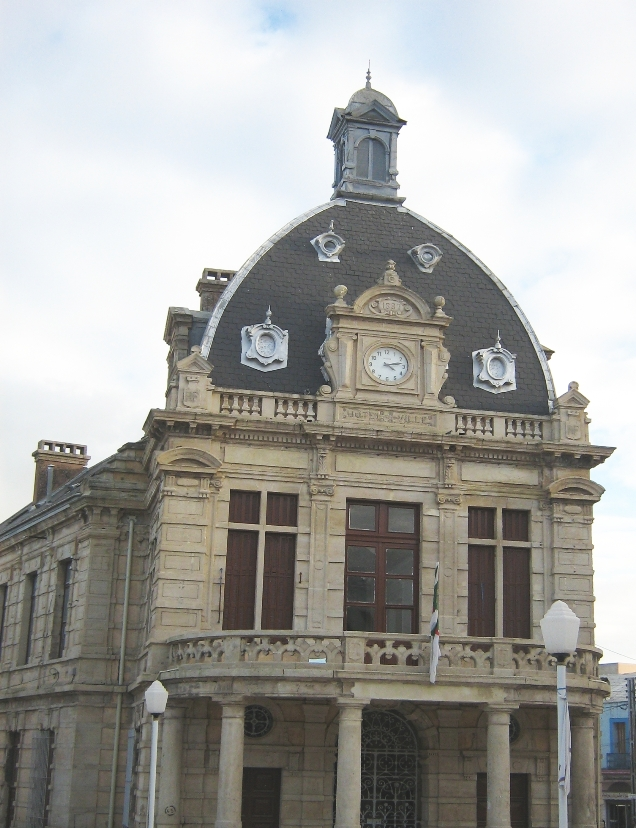
Voormalig raadhuis van Souk Ahras